# أيومي إيتو
أيومي إيتو (باليابانية: 伊藤歩؛ بالكانا: いとう あゆみ) هي مؤدية صوت وممثلة يابانية، ولدت في 14 أبريل 1980 في نيريما في اليابان.

## أعمال

### أفلام
- بانديج
- طوكيو!
- ظهور الأطفال
- فراشة خطافية الذيل (1996)

## وصلات خارجية
- الموقع الرسمي
- أيومي إيتو على موقع IMDb (الإنجليزية)
- أيومي إيتو على موقع قاعدة بيانات الفيلم (الإنجليزية)